# ZwoZwoEins
ZwoZwoEins (auch stilisiert als 221) ist das Männerensemble des Tölzer Knabenchores, das sowohl mit dem Knabenchor gemeinsam, als auch eigenständig auftritt.

## Geschichte
Das Ensemble entstand 2010. Es setzt sich nahezu ausschließlich aus ehemaligen Mitgliedern des Tölzer Knabenchors zusammen, denen es nach dem Stimmbruch eine künstlerische Heimat innerhalb des Chores bietet.
Seit 2017 tritt der Männerchor unter dem Namen ZwoZwoEins auf. Er bezieht sich auf eine prägnante Stelle in einer Motette von Johann Sebastian Bach: In Singet dem Herrn ein neues Lied (BWV 225) markiert der Takt 221 den Schlussabschnitt der achtstimmigen Motette, der traditionell oft als Finale bei großen Konzertauftritten des Tölzer Knabenchors gesungen wurde.

## Leitung
Bis Sommer 2024 lag die künstlerische Leitung von ZwoZwoEins bei Clemens Haudum. Der langjährige Chorleiter und spätere künstlerische Leiter des Tölzer Knabenchors war an der Ensemblegründung maßgeblich beteiligt. Aufgrund Haudums Entscheidung, den Chor zu verlassen, um sich seinem Theologiestudium zu widmen, übernahm 2024 der italienische Chorleiter und Korrepetitor Marco Barbon die Leitung des Ensembles.

## Repertoire
Das Ensemble widmet sich Literatur für Männerchor aus der Romantik, der Moderne und dem 21. Jahrhundert. Zum Repertoire zählen unter anderem:
- Johannes Brahms: Rinaldo
- Luigi Cherubini: Requiem
- John Henry Maunder: The Martyrs
- Felix Mendelssohn Bartholdy: Vespergesang
- Carl Loewe: Eherne Schlange
- Charles Gounod: Messe composée pour trois voix d'hommes
- Werke zeitgenössischer Komponisten wie Krzysztof Penderecki, Giovanni Bonato und Galina Grygorjeva

Darüber hinaus pflegt ZwoZwoEins in der Tradition des Tölzer Knabenchors insbesondere Kunst- und Volkslieder, Motetten und Spirituals.

## Klang & Interpretation
Das Ensemble legt Wert auf werkgetreue Interpretation ausgewählter Kompositionen sowie lebendige, junge Konzertauftritte mit moderner Schwerpunktsetzung und Engagement für zeitgenössische Musik. Dabei profitieren die Sänger von ihrer fundierten stimmlichen Ausbildung als ehemalige Knabensolisten.
Das Ensemble wirkt regelmäßig bei Konzerten des Tölzer Knabenchors mit und tritt eigenständig in Deutschland und dem europäischen Ausland auf. Von musikalischen Programmen des Ensembles sind diverse CDs erschienen.